# Arabelas
Los arabelas son un pueblo indígena que habita una porción del Distrito de Napo, provincia de Maynas en la región peruana de Loreto. Hablan el idioma arabela que es parte de las lenguas zaparoanas. Son conocidos como arabelas pero se autodenominan tapueyocuaca.

## Historia
Los arabelas ocupan una región que originalmente fue poblada por grupos záparos, oas, gayes y shimagayes, que se extinguieron hacia inicios del siglo XX debido a la violencia generada por la fiebre del caucho, además de las enfermedades. Los arabelas, probablemente son descendientes de los antiguos oas.
Fue un misionero agustino llamado Samuel Barrio quien por primera vez contactó a esta etnia en 1945 en la cuenca del río Arabela (razón por la cual se les conoce con ese nombre); y para 1975 contaban con un centro educativo bilingûe.

## Demografía
Hacia 1993, los arabelas contaban con una población inferior a 100 personas, que en relación con los datos anteriores registraron un incremento en su población. 
Una característica de esta etnia es su alto índice de masculinidad (130,5%), esto es 13 hombres por cada 10 mujeres. 

## Actividades económicas
La agricultura ocupa un lugar importante en la economía arabela. Practican el sistema agrícola de roza y quema, destacando sus cultivos de yuca, plátano, maíz, sachapapa, piña, papaya y cocona. Asimismo la caza y la pesca son practicadas de manera grupal.
Otra actividad importante es la recolección de frutos silvestres de palmeras como el pijuayo y el aguaje, y de animales pequeños como larvas, caracoles y camarones. 
Los excedentes de estos productos son comercializados en la guarnición militar de Curaray.

## Instrumentos musicales arabelas
- Naujua, instrumento similar a una quena pero con dos agujeros.
- Tee, instrumento similar a un birimbao.
- Tuntu, que es un moledor de maíz utilizado como instrumento colectivo.